# マニュマチック
マニュマチック（英語: manumatic）という自動車用語の現代的用法は、運転手が、典型的にはパドルシフターやステアリングホイールに取り付けられた押しボタン、シフトレバーでの「+」および「−」入力を使って特定のギアを選択することができるオートマチックトランスミッションを意味する。「マニュアル」と「オートマチック」のかばん語である。日本ではこの用語はほとんど使われず、マニュアル（MT）モード付ATと呼ばれることが多い。ギアを持たないCVTでも疑似マニュアルモードで変速比を選択できるものもある。

## オートマチックトランスミッション
1940年代に油圧制御オートマチックトランスミッションが大衆化して以降、多くの自動車用トランスミッション（変速機）はギア選択の間接的制御が可能となっている。これによって下り坂でエンジンブレーキを効かせたり、牽引時にオーバードライブギアの使用を防いだりすることが可能になった。典型的にはレバーをギアセレクタ上の「3」、「2」、「1」といった位置（4速オートマチックトランスミッションの場合）に動かすことでこれを行うことができた。
「マニュマチック」機能付きのオートマチックトランスミッションは、運転手が変速したい時にシフトアップまたはシフトダウンをシステムに要求することができる。しかし、ほとんどのマニュマチックモードはエンジンがストールしてしまう（回転数が低過ぎる）あるいは回転速度が上がり過ぎるような時はギア変更の要求を受け付けない。

### 商標
- アルファロメオ: Sportronic、Q-System、Q-Tronic
- アルピナ: Switchtronic
- アストンマーチン: Touchtronic
- BMW: Steptronic
- シボレー / サターン: TAPshift
- クライスラー / ダッジ / ジープ / ラム: AutoStick（英語版）
- フォード・オーストラリア: Sequential Sports Shift
- フォード（米国）: SelectShift
- ホールデン: Active Select
- ホンダ / アキュラ: S-matic、MultiMatic、SportShift
- ヒョンデ: Shiftronic（英語版）、HIVEC H-Matic
- インフィニティ: マニュアルシフトモード
- ジャガー: Bosch Mechatronic
- 起亜自動車: Sportmatic
- ランチア: Comfortronic
- ランドローバー: CommandShift
- レクサス: E-Shift
- リンカーン: SelectShift
- マツダ: ActiveMatic、SportMatic（北米）
- メルセデス・ベンツ: TouchShift, G-Tronic
- MGローバー: Steptronic
- 三菱: INVECS、INVECS-II、Sportronic、Tiptronic
- 日産: Xtronic、DualMatic M-ATx
- オペル / ボクスホール: ActiveSelect、Tiptronic
- プジョー: Tiptronic
- ポンティアック: TACshift (Touch Activated Control)、TAPshift (Touch Activated Power)、Driver Shift Control (DSC)
- プロトン: PROTRONIC
- SUBARU: Sportshift
- トヨタ: ECT
- フォルクスワーゲン / アウディ / SEAT / シュコダ / ポルシェ: Tiptronic（ドイツ語版）
- ボルボ・カーズ: ギアトロニック（英語版）

## 1950年代の自動化クラッチシステム
イギリスのオートモウティヴ・プロダクツ社は1950年代に「Manumatic」と呼ばれる自動車向けの自動化クラッチシステムを生産し、1955年にアームストロング・シドレー サファイア236、1957年にはヒルマン・ミンクス シリーズ2などに注文装備として採用された。この「Manumatic」は油圧を用いた２ペダル式のトランスミッションで、シフトチェンジ自体は手動で行うものものであった。技術的には未成熟で「実用化という面では失敗に終わり、もはや過去のものであることをメーカーのオートモティブプロダクツでは認めていた。」と1960年時点で報告されている。
現代の自動車用語ではセミオートマチックトランスミッションの中の「クラッチレスマニュアルトランスミッション」に分類され、マニュアルモード付きオートマチックトランスミッションを指す後の用法とはほとんど関係がない。